# Andrea Gallandi
Andrea Gallandi (Venecia, 7 de diciembre de 1709-Venecia, 2 de enero de 1779) fue un sacerdote oratoriano, canonista, erudito, editor e historiador italiano especializado en patrística griega.
Provenía de una antigua familia francesa, los Galland. Estudió con los dominicos antes de ingresar en el Oratorio de San Felipe Neri. Su obra contribuyó al estudio de los orígenes del Derecho Canónico. Publicó una colección de tratados de canonistas (De vetustis canonum collectionibus dissertationum sylloge, Venecia, 1778) y recopiló los escritos breves y menos conocidos de 380 escritores eclesiásticos de los primeros siete siglos en su Biblioteca graeco-latina veterum Patrum antiquorumque scriptorum ecclesiasticorum (Venecia, 1765-1781, 14 vols.; tuvo una segunda ed. en 1788), obra más completa en cuanto a obras menores y autores que cualquier colección anterior a la Patrologia Graeca de Migne; su manejo es cómodo además porque, fuera de haber usado unos caracteres hermosos y legibles, acompaña cada texto griego con su traducción al latín y una rigurosa anotación.